# Björn Kurtén
Björn Olof Lennartson Kurtén, född 19 november 1924 i Vasa, död 28 december 1988 i Helsingfors, var en framstående finlandssvensk paleontolog och författare. Han gifte sig med Ruth Nordman 1950.

## Biografi
Kurtén var verksam vid Helsingfors universitet där han började som kanslist på geologiska institutionen 1953. 1955 utnämndes han till docent i paleontologi. 1972 blev han professor, vilket han fortsatte med till sin död.
År 1971 verkade han som gästprofessor vid Harvard University i USA och gästföreläste då också på Floridas Universitet i Gainesville.
Kurtén skrev ett drygt femtiotal vetenskapliga publikationer, främst om pleistocena fossil och evolution. Rovdäggdjur och särskilt grottbjörnen var hans specialkunskapsområde, och han betraktas som en av de främsta i ämnet för sin tid. Han skrev också ett flertal populärvetenskapliga böcker, flera gånger prisbelönta och många översatta till flera språk. Mest kända kanske praktverket Istiden och Björnen från Drakhålan.
Kurtén invaldes år 1957 i Finska Vetenskaps-Societeten och fick 1970 och 1980 finska statens pris för faktapublikationer. Hedersmedlemskap fick han i Greklands antropologiska förening 1976 och i Däggdjursvetenskapliga sällskapet i USA 1983. Strax före sin död 1988 fick han Unescos Kalinga-pris, vilket även tilldelats celebriteter som David Attenborough och Konrad Lorenz, för "enastående förmåga att presentera vetenskap på ett för gemene man begripligt och inspirerande sätt".
Utöver rent vetenskapliga böcker har Kurtén skrivit många skönlitterära verk, inspirerade av hans forskning. Sin första bok "Det nya jaktplanet" skrev han redan under skoltiden. Böckerna Den svarta tigern och Mammutens rådare har också översatts till engelska. I samband med dem myntade han uttrycket paleofiction, då de handlade om fiktiva möten mellan neandertalare och cromagnonmänniskor.

## Skönlitterära verk
- Det nya jaktplanet (Schildt 1941)
- Spåret från Ultima Esperanza (Förlaget Bro 1945)
- De tre korsen (Schildt 1948)
- Den svarta tigern (Alba 1978)
- 63 förstenade hjärtan (Alba 1980)
- Mammutens rådare (Alba, 1984)

## Populärvetenskapliga verk
Bland andra:
- Istidens djurvärld (Alba/Bonnier 1964)
- Dinosaurernas värld (Aldus/Bonnier 1968)
- Istiden (Forum 1969)
- Inte från aporna (Söderströms 1971)
- Björnen från Drakhålan  (Aldus 1975)
- Hur man fryser in en mammut (Alba 1978)
- De skuldlösa mördarna (Alba 1981)

## Vetenskapliga publikationer
(I alfabetisk ordning)
- A history of coyote-like dogs (Canidae, Mammalia) (Societas scientarum Fennica 1974)
- A radiocarbon date for the cave bear remains (Ursus spelaeus) from Odessa (Societas scientiarum Fennica 1969)
- Age groups in fossil mammals (Societas scientiarum Fennica 1953)
- An attempted parallelization of the Quaternary mammalian faunas of China and Europe (Societas scientiarum Fennica 1960)
- Bears and bear-dogs from the Vallesian of the Vallés-Penedés basin, Spain (Tillsammans med Miguel Crusafont Pairó; Societas scientarum Fennica 1976)
- Before the Indians (Columbia University Press 1988)
- Chronology and faunal evolution of the earlier European glaciations (Socieas scientiarum Fennica 1960)
- Continental drift and the palaeogeography of reptiles and mammals (Societas scientiarum Fennica 1967)
- Den felande länken (Societas scientiarum Fennica 1962)
- Faunal turnover dates for the Pleistocene and late Pliocene (Societas scientiarum Fennica 1960)
- Fossil Glutton (Gulo gulo (L.)) from Tornewton Cave, South Devon (Societas scientiarum Fennica 1973)
- Geographic variation in size in the puma (Felis concolor) (Societas scientiarum Fennica 1973)
- Holarctic land connexions in the early Tertiary (Societas scientiarum Fennica 1966)
- Late-glacial find of arctic fox [Alopex lagopus L.] from southwestern Finland (Societas scientiarum Fennica 1966)
- Life and death of the pleistocene cave bear (Societas pro fauna et flora Fennica 1958)
- Människans ursprung och utveckling (Bibliotekstjänst 1982)
- Människans utveckling (Aldus/Bonnier 1963)
- Människans utvecklingshistoria; Ihmisen kehityshistoria (Radioprogram Yleisradio 1973)
- Några drag ur människans tidiga utvecklingshistoria (Societas scientiarum Fennica 1959)
- Några paleobiogeografiska problemställningar (1971)
- Observations on allometry in mammalian dentitions (Societas pro Fauna et Flora Fennica 1954)
- On evolution and fossil mammals (Columbia University Press 1988)
- On the articulation between the thoracic tergites of some common trilobite forms (Societas scientiarum Fennica 1949)
- On the bears of the Holsteinian interglacial (1959)
- On the date of Peking Man (Societas scientiarum Fennica 1960)
- On the evolution of the European wild cat, Felis silvestris Schreber (Societas pro fauna et flora Fennica 1965)
- On the longevity of mammalian species in the Tertiary (Socieas scientiarum Fennica 1958)
- On the variation and population dynamics of fossil and recent mammal populations (Societas pro fauna et flora Fennica 1953)
- Pleistocene bears of North America 1 (Societas pro fauna et flora Fennica 1966)
- Pleistocene bears of North America 2 (Societas pro fauna et flora Fennica 1967)
- Pleistocene jaguars in North America (Societas scientiarum Fennica 1973)
- Pleistocene mammals and the Bering bridge (Societas scientiarum Fennica 1966)
- Pleistocene mammals of Europe (Weidenfeld and Nicolson 1968)
- Pleistocene mammals of North America (Elaine Andersonin kanssa; Columbia University Press 1980)
- Sex dimorphism and size trends in the cave bear, Ursus spelaeus Rosenmüller and Heinroth (Societas pro fauna et flora Fennica 1955)
- The age of mammals (Weidenfeld and Nicolson 1971)
- The age of the Austral-opithecinae (University of Stockholm 1960)
- The Carnivora of the Palestine caves (Societas pro fauna et flora Fennica 1965)
- The Chinese Hipparion fauna (1952)
- The evolution of the polar bear, Ursus maritimus Phipps (Societas pro fauna et flora Fennica 1964)
- The Neogene wolverine Plesiogulo and the origin of Gulo (Carnivora, Mammalia) (Societas pro Fauna et flora Fennica 1970)
- The spotted hyena (Crocuta crocuta) from the middle Pleistocene of Mosbach at Wiesbaden, Germany (Societas scientiarum Fennica 1962)
- The type collection of Ictitherium robustum (Gervais, ex Nordmann) and the radiation of the Ictitheres (Societas pro fauna et flora Fennica 1954)
- Time and hominid brain size (Societas scientiarum Fennica 1971)
- Transberingian relationship of Ursus arctos Linné (Brown and Grizzly bears) (Societas scientarum Fennica 1973)
- Urmänniskor och sabeltigrar (Schildt 1961)
- Villafranchian Carnivores (Mammalia) from La Puebla de Valverde (Teruel, Spain) (Miguel Crusafont Pairón kanssa; Societas scientarum Fennica 1976)
- Villfrancian faunal evolution (Societas scientiarum Fennica 1963)
- Våra äldsta förfäder (Liber 1986)